# Даніель Йозич
Даніель Роун Йозич (нім. вимова: [daˈni̯eːl ˈʀɔʏ̯vn joˈzɪtʃ]; нар. 25 березня 1965, Цюрих, Швейцарія) — швейцарський адвокат і політик, з 2015 року представляє кантон Цюрих в Раді кантонів від Соціал-демократичної партії. З 2007 до 2015 рік працював у Національній раді Швейцарії. До осені 2007 року працював в кантональній раді Цюриха. У 2022 і 2023 роках заявляв про свою кандидатуру до Федеральної ради Швейцарії, але обидва рази не був офіційно висунутий своєю партією.

## Молодість й освіта
Народився 25 березня 1965 року в Цюриху, Швейцарія, в сім'ї інженера Петера й домогосподарки Едіт (уроджена Корек) Йозичів. По батьківській і материній лінії — ашкеназі з Російської імперії. Його прадід по батьківській лінії, Беньямін Йосселович, став громадянином Швейцарії 1913 року у Герольдсвілі. Існувало кілька варіантів написання його прізвища, зокрема Йоселович, пізніше прізвище германізували у Йозич. Під час своєї виборчої кампанії до Ради кантонів Йозич заявив про своє походження наступне:
Мій прадід приїхав з України до Швейцарії у XIX столітті, - пояснив під час інтерв'ю Йозич, - його єврейське коріння має велике значення. Я відчуваю зв’язок із цією традицією. Хоча юдаїзм не визначає моє повсякденне життя, але як парламентар я враховую інтереси єврейської меншини.
Ріс у долині Ліммат і завершив навчання 1984 року в Кантонській школі Штадельгофен. Вивчав право в університеті Санкт-Галлена.

## Кар'єра
2004 року став професором у Цюрихському університеті та призначений доцентом кримінального права та допоміжних кримінальних наук. 2012 року Рада університету підвищила Йозича до повного професора.

## Політика
Навесні 2007 року Йозич обраний членом СДП у раду кантону Цюрих, а з жовтня 2007 року — членом Національної ради Швейцарії. У першому турі виборів до Ради земель у кантоні Цюрих у 2015 році Йозич отримав більшість, і вперше за 32 роки політик від СДП представляв кантон Цюрих у Раді земель Швейцарії.
Під час федеральних виборів у Швейцарії у 2023 році був кандидатом від опозиції, щоб замінити Алена Берсе у Федеральній раді Швейцарії, однак не був офіційно висунутий Соціал-демократичною партією. Попри це, отримав поважну кількість голосів (імовірно від Швейцарської народної партії та лібералів), змагаючись (другий із 70 голосами) проти офіційних кандидатів Йона Пульта та Беата Янса. Зрештою, 13 грудня 2023 року посаду обійняв Беат Янс. Преса часто називає його дії переворотом Йозича.

## Особисте життя
Розлучений, має сина 2004 року народження. Він мав стосунки з політиком Шанталь Галаде.
Наприкінці жовтня 2015 року Йозич оголосив, що балотуватиметься на посаду голови Israelitische Cultusgemeinde Zürich (ICZ), найбільшої єврейської громади в Швейцарії. Кандидатура є особистим зобов'язанням без професійного чи політичного контексту.